# Oubangui-Chari
Oubangui-Chari (in het Nederlands ook geschreven als Oebangi-Sjari) was een Frans territorium in centraal Afrika. Het territorium was vernoemd naar de twee rivieren Ubangi en Chari in het gebied.
In 1889 vestigden de Fransen een nederzetting op de plaats van de huidige hoofdstad Bangui.
Op 29 december 1903 werd het territorium van Oubangui-Chari per decreet ingesteld door Frankrijk. In 1910 werd Oubangui-Chari een van de onderdelen van Frans-Equatoriaal-Afrika, naast Tsjaad, Midden-Congo en Gabon. In 1916 werd een deel van Duits Kameroen toegevoegd aan het territorium.
In 1958 werd het gebied autonoom onder de naam Centraal-Afrikaanse Republiek.